# Jos Rijken
Jos Rijken (Gemonde, 14 maart 1931 – 8 juni 2019) was een Nederlands componist en dirigent.

## Levensloop
Na zijn muziekstudie werd Rijken dirigent van verschillende fanfareorkesten in de provincies Limburg en Brabant. Vanaf 1962 was hij dirigent bij de Fanfare St. Nicolaas Broekhuizen en won met dit orkest het concours in Grathem en twee maanden later werd hij met dit orkest Limburgs kampioen in Valkenburg binnen de Limburgse Bond van Muziekgezelschappen. In januari 1985 werd hij met de fanfare St. Nicolaas Broekhuizen landskampioen in de 1e afdeling van sectie fanfare van de Federatie van Katholieke Muziekbonden in Nederland. In 1996 gaf Rijken na 34 jaar de dirigeerstok aan Jan Bartels over.
Hij was verder dirigent van de Fanfare "St. Cecilia", Maashees (1974-1992), Fanfare Broekhuizenvorst en Ooyen, Fanfare Vriendenkring Swolgen, Muziekvereniging Concordia Meterik, Fanfare Sint Aldegondis Maasbree de Harmonie en Drumband St. Jan Wanroij, Harmonie "De Herleving", Vierlingsbeek, Koninklijke Harmonie "St. Cecilia", Tegelen en Stadsharmonie Oefening Baart Kunst Ravenstein. Hij was ook dirigent van het Jeugdorkest fanfare B.B.S.V. (Broekhuizen, Broekhuizenvorst, Swolgen en Vierlingsbeek) de voorganger van het Jeugdorkest "BMBM", Maashees, die hij van 1977 tot 1992 dirigeerde. Met dit orkest was hij onder andere ook op het "Jeugdmuziekfestival te Neerpelt"
Tegenwoordig is hij dirigent van het Senioren Orkest Rick, een onderdeel van het “Regionaal Instituut Cultuur en Kunsteducatie” in Weert.
Hij was sinds 1955 gehuwd met Betsy Stoof.
Rijken is niet alleen met zijn bewerking van Graf Waldersee van Louis Oertel (1866-1924), die o.a. door de Marinierskapel der Koninklijke Marine o.l.v. van Johannes Petrus Laro in 1969 op lp werd opgenomen, bekend geworden, maar ook door zijn eigen werken voor harmonie- en fanfareorkest.

## Composities

### Werken voor harmonie- en fanfareorkest
- 1981 Brabants bont
- 1986 Aan mijn vrienden
- Alla Rondo
- Brabantse suite
- Christmas Rhapsodie, gebaseerd op 5 negrospirituals voor gemengd koor en blaasorkest
- H. G. mars
- Hertog Jan
- Instant March, marsenselectie
- Limbra "Limbra" gespeeld door de Jeugdfanfare B(roekhuizen).M(aashees).B(roekhuizenvorst).M(elderslo). o.l.v. Chris Derikx[dode link]
- Sinterklaas Marcheert